# Ten Golden Guns
Ten Golden Guns è il terzo album dei Casino Royale dell'anno 1990, che raccoglie il primo mini-lp "Soul of ska", il singolo "Never let you go /Stand up Terry!" e un paio di altri pezzi (Mr. Spock Never Met Mr. Space, Bonnie & Clyde).

## Tracce
Lato A:
1. Mr. Spock Never Met Mr. Space
2. Never Let You Go
3. Unemployed Investigator
4. Soon You'll Be Gone
5. Someone Says

Lato B:
1. Bonnie & Clyde
2. Under the Boardwalk
3. Bad Times
4. Stand up Terry!
5. Casino Royale